# Daniel Howell
Daniel James Howell (* 11. června 1991, Wokingham, Berkshire, Spojené království) je britský youtuber a bývalý rozhlasový moderátor pro stanici BBC Radio 1. V současné době žije v Londýně se svým přítelem Philem Lesterem.

## Youtube
Svůj účet danisnotonfire na YouTube si založil v roce 2006, ale videa natáčí od října 2009, poté co ho přesvědčil Phil Lester (AmazingPhil), který je aktivní od roku 2006. Jeho první, veřejně dostupné video má název Hello internet. V roce 2012 získal jeden milion odběratelů, v roce 2016 přesáhl hranici 6 milionů odběratelů.
Mezi jeho nejznámější videa patří: The Photo Booth Challenge], How To Speak Internet, I Will Go Down With This Ship, Fandoms, série videí Amazing Dan a několik dalších.
Je jedním z nejsledovanějších youtuberů.[zdroj⁠?!]
Jeho první zveřejnené video Hello Internet bylo přidané 16. října 2009, které má víc než 4 miliony zhlédnutí.[zdroj⁠?!]
Od roku 2017 se jeho kanál nejmenuje danisnotonfire, ale přejmenoval ho na Daniel Howell.[zdroj⁠?!]

## Osobní život
Nejvíce známou spolupráci má se svým nejlepším přítelem Philem Lesterem. Jejich první společné video bylo zveřejněno v říjnu 2009 jako Phil is not on fire a stalo se tradicí pro každý rok. V roce 2011 založil další youtube kanál The Super Amazing Project. Účet byl aktivní do prosince 2012. Od roku 2013 společně moderovali na stanici BBC Radio 1 do roku 2014.
V září 2014 začali nový kanál DanAndPhilGAMES. Zde nahrávají videa, kde hrají hry jakéhokoliv typu. Nejoblíbenější se stala série The Sims 4, kde vytvořili život Dila Howltera.
V roce 2015 oznámili že v říjnu téhož roku vydají knihu The Amazing Book Is Not On Fire a poté následovalo jejich turné po Velké Británii a Irsku.
V listopadu 2017 oznámili své druhé celosvětové turné Interactive Introverts.
V červnu 2019 vydal své coming out video, ve kterém uvádí, že je gay. Také zmínil, že s Lesterem měl romantické poměry, ale pro zachování soukromí neuvedl aktuální stav jejich vztahu.

## Zajímavosti
Vede Internet Support Group, kde radí lidem, kteří mají problémy na internetu. Tato série videí by se neměla brát vážně, Howellův humor je velmi ironický a satirický. Danovi s Philem patří cena Sony Golden Headphones, kterou dostali za svou show. Studoval práva na Manchester University, ale po roce odešel, aby se mohl věnovat Youtube. Společně s Lesterem dabovali jedny z postav Oscarové animované pohádky The Big Hero 6 a ze Disney Channel animation Lion Quard. Je vítězem internetové persony The Lovie Awards pro rok 2014.